# Самарийсеребро
Самарийсеребро — бинарное неорганическое соединение, интерметаллид
серебра и самария
с формулой AgSm,
кристаллы.

## Получение
- Сплавление стехиометрических количеств чистых веществ:

{\displaystyle {\mathsf {Ag+Sm\ {\xrightarrow {960^{o}C}}\ AgSm}}}

## Физические свойства
Самарийсеребро образует кристаллы
кубической сингонии (примитивная решётка), пространственная группа P m3m, параметры ячейки a = 0,3676 нм, Z = 1,
структура типа хлорида цезия CsCl
.
Соединение конгруэнтно плавится при температуре 960 °C
.